# Bleu d'Auvergne

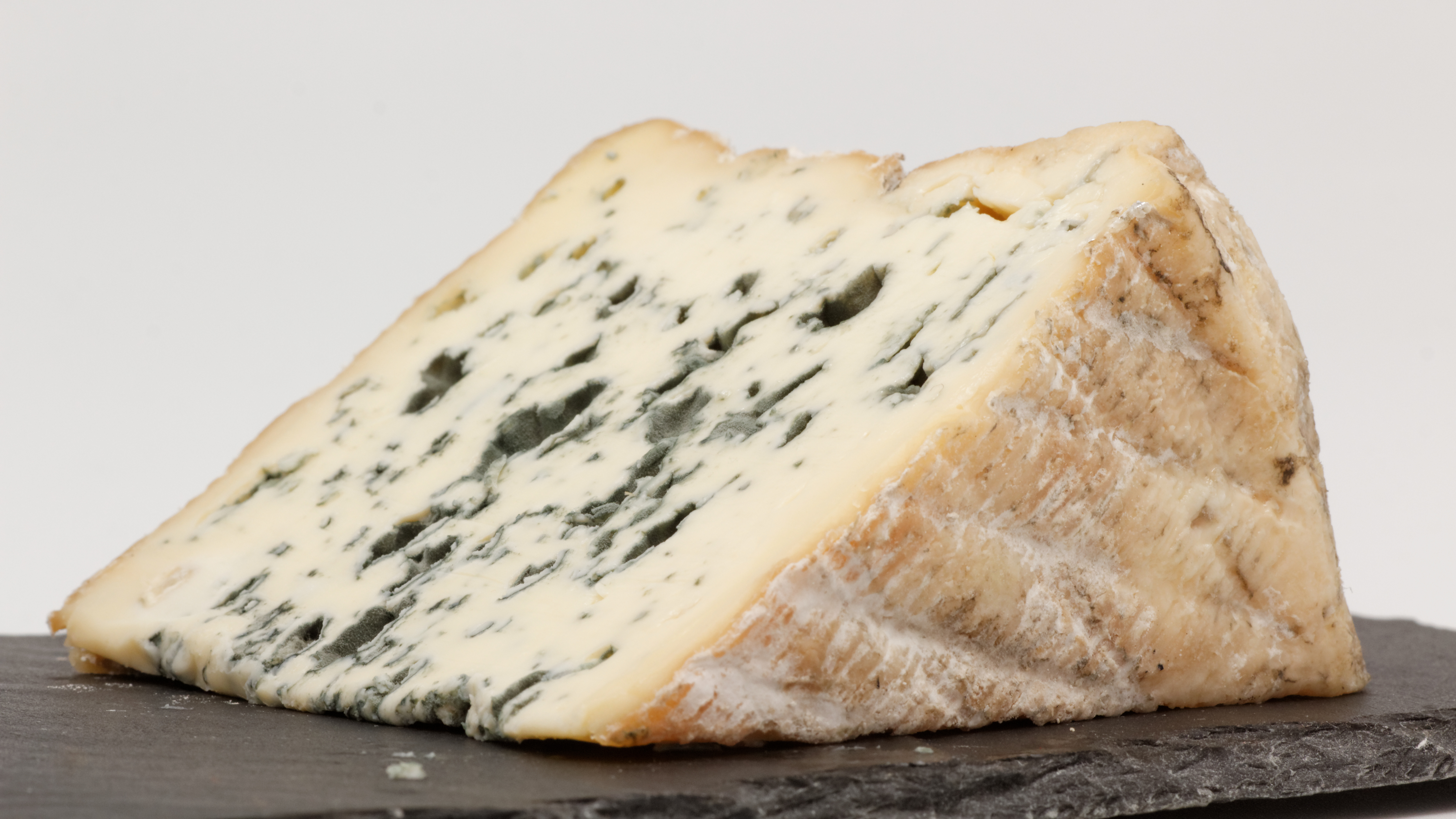
Brânza Bleu d'Auvergne

Bleu d'Auvergne (literalmente „Albastrul din Auvergne”) este  o brânză franțuzească din lapte de vacă, cu pastă cu mucegai (denumită de obicei „brânză albastră” în Franța). Se produce în regiunea Auvergne, al cărei nume îl poartă. Se prezintă sub forma unui cilindru, cu greutatea între 2 și 3 kg. Pasta este de culoare albă sau ivorie, cu mucegai albastru-verzui (Penicillium Roqueforti) distribuit uniform.
Aceasta brânză a fost creată la mijlocul secolului al XIX-lea. În momentul respectiv, brânzeturile produse în regiune, în felul celor de la Roquefort, aveau o calitate inegală. Antoine Roussel a vrut să obțină o brânză cu calitate și aspect general uniform. Lucrând într-o farmacie când era tânăr, a remarcat că pâinea de secară devine albastră cu mucegai, la fel ca brânza. Astfel i-a venit idea de a recolta mucegaiul, pentru a însămânța brânzeturile. A și descoperit un proces pentru a asigura o distribuție uniformă a mucegaiului: este vorba de a găuri brânza pentru o bună circulație a aerului. Procesul de fabricație s-a răspândit in regiune și a dat naștere la mai multe feluri de brânzeturi albastre, care în cele din urmă au fost grupate sub denumirea „Bleu d'Auvergne”.
Brânza Bleu d'Auvergne face obiectul unei denumiri de origine controlată (AOC) în Franța și al unei denumiri de origine protejată (AOP) în Uniunea Europeană. Zona delimitată a denumirii se întinde pe 2 milioane hectare, în principal în departamentele Puy-de-Dôme și Cantal. Producția de Bleu d'Auvergne AOP era de 6.600 tone în anul 2005.